# Partagás
(Anonimo)
Partagás è una delle marche di sigari cubani più famose ed apprezzate nel mondo, oltre che una delle più antiche.

## Storia
Fondata nel 1845 dal catalano Jaime Partagás ebbe fin dall'inizio una discreta notorietà, tanto che venne coniato il suo motto conosciuto da tutti gli appassionati di avana.
Dopo la scomparsa del fondatore la marca fu venduta a due spagnoli, Josè Bances e Ramon Cifuentes ed in seguito dal solo Cifuentes tanto da assumere il nome di Cifuentes & Cia - Flor de tabacos de Partagás, fino ovviamente alla rivoluzione cubana di Fidel Castro che nazionalizzò anche quest'azienda. A tutt'oggi Partagás è di proprietà di Habanos, la società al 51% del Governo cubano ed al 49% della multinazionale del tabacco franco-spagnola Altadis.
È una marca che alterna prodotti della categoria premium (ossia fatti interamente a mano e con tripa larga o foglia intera) ed altri più economici e fatti a macchina. All'interno di quelli premium ci sono alcuni dei sigari più apprezzati e conosciuti al mondo.
Partagàs è inoltre molto famosa per la sua fabbrica, situata in Calle de la Industria a L'Avana, esattamente dietro il Capitolio, che proprio per la sua centralità è certamente la fabbrica e la tienda (negozio) più visitata dai turisti di tutto il mondo.

## Prodotti
Elenco dei sigari Partagás venduti in Italia.
- Churchills de Luxe (vitola Julieta n.2 - Lunghezza 178mm, Diametro 18,65mm);
- Lusitanias (vitola Prominente - Lunghezza 194mm, Diametro 19,45mm);
- Serie D n.4 (vitola Robusto - Lunghezza 124mm, Diametro 19,84mm);
- 8-9-8 (vitola Dalia - Lunghezza 170mm, Diametro 17,07mm);
- Serie P n. 2 (vitola Piramide - Lunghezza 156mm, Diametro 20,64mm);
- Shorts (vitola Minuto - Lunghezza 110mm, Diametro 16,67mm);
- Serie du Connaisseur n.1 (vitola Delicado - Lunghezza 192mm, Diametro 15,08mm);
- Serie du Connaisseur n.2 (vitola Parejo - Lunghezza 166mm, Diametro 15,08mm);
- Serie du Connaisseur n.3 (vitola Carlota - Lunghezza 143mm, Diametro 13,89mm);
- Aristocrats (vitola Petit Cetro - Lunghezza 129mm, Diametro 15,87mm);
- Coronas Junior (vitola Coronita - Lunghezza 117mm, Diametro 15,87mm);
- Coronas Senior (vitola Eminente - Lunghezza 132mm, Diametro 16,67mm);
- Petit Coronas De Luxe (vitola Crema - Lunghezza 140mm, Diametro 15,87mm);
- Petit Coronas Especiales (vitola Eminente - Lunghezza 132mm, Diametro 16,67mm);
- Princess (vitola Conchitas - Lunghezza 127mm, Diametro 13,89mm);
- Mille Fleurs (vitola Mareva - Lunghezza 129mm, Diametro 16,67mm);